# Mukdenský incident

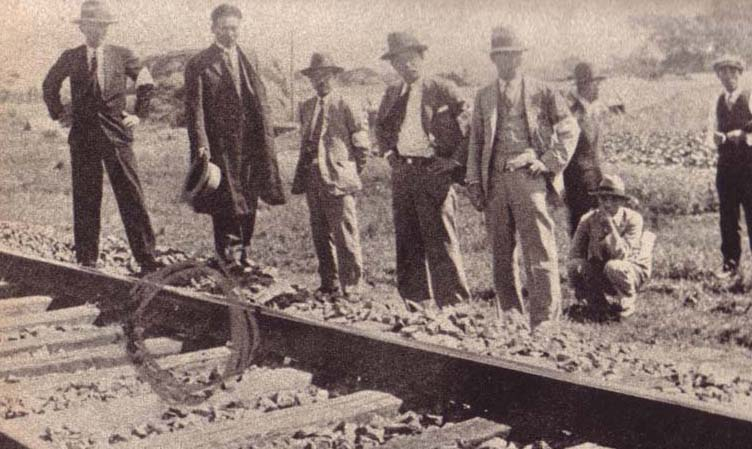
Japonští experti prohlížejí trať

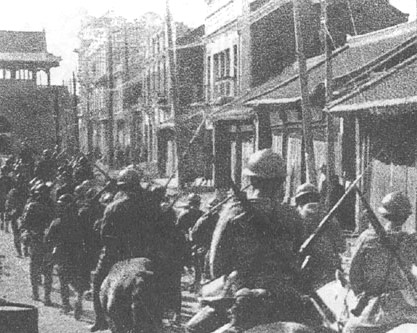
Japonští vojáci v Mukdenu

Mukdenský incident (též mandžuský incident) byl výbuch na japonské železniční trati nedaleko od Mukdenu v Mandžusku, k němuž došlo v noci 18. září roku 1931. Byla to předem připravená japonská akce.
Cílem Japonců v Mandžusku bylo získat záminku, která by mohla ospravedlnit vojenskou invazi do Mandžuska a nahrazení čínské vlády v regionu japonskou loutkovou vládou. Proto zinscenovali sabotáž své vlastní železniční trati nedaleko Mukdenu. Toto místo nemělo žádný zvláštní význam ani pro Čínu, ani pro Japonsko. Ale bylo vzdálené pouhých 800 metrů od čínské vojenské základny. Plánovaný výbuch měl být označen jako čínský útok na japonskou dopravní tepnu. Japonská vojenská agrese měla vypadat jako legitimní opatření k ochraně železniční trati, která je důležitá pro průmysl a hospodářství. Místo exploze bylo vybráno tak, aby došlo jen k minimálnímu poškození trati. Exploze byla skutečně jenom malá, poškození trati nepatrné, a za krátkou dobu po výbuchu projel místem bez problémů vlak.
Po incidentu japonské vojsko zaútočilo proti čínským vojákům a dne 19. září 1931 Japonci obsadili Mukden. Oficiální vysvětlení Japonců bylo, že se jen brání útoků čínského vojska. Velká Británie a Spojené státy americké japonské agresi v podstatě jen přihlížely. Japonci rychle postupovali a dne 5. února 1932 dobyli celé Mandžusko a nakonec byl 1. března 1932 byl vyhlášen samostatný stát Mandžukuo. Hlavou státu se stal bývalý poslední čínský císař z dynastie Mandžuů. Ještě téhož roku byl podepsán japonsko-mandžuský protokol, čímž bylo legalizováno umístění japonského vojska na mandžuském státního území.
Dobytím Mandžuska Japonsko ovládlo mandžuský průmysl a získalo přístup k surovinám, kterých je v Japonsku nedostatek. Japonská agrese do Mandžuska byla v roce 1933 projednána na valném shromáždění Společnosti národů a nový stát Mandžukuo nebyl uznán. Nebyla však ani přijata žádná další opatření. Mandžuský průmysl a suroviny pomohly Japonsku, které potřebovalo silnou armádu. Území Mandžuska bylo Japonskem okupováno až do roku 1945.

## Název
V angličtině je incident v Mukdenu známý také jako Mandžuský incident. V japonštině „Mandžuský incident“ (Kyūjitai: 滿洲事變, Shinjitai: 満州事変, Manshū-jihen) obvykle označuje celý sled událostí (včetně invaze), spíše než jen počáteční útok na železniční trať. V čínštině je útok na železniční trať znám také jako „Incident na jezeře Liutiao“ (tradiční čínština: 柳條湖事變; zjednodušená čínština: 柳条湖事变; pchin-jin: Liǔtiáohú Shìbiàn) a „incident z 18. září“ pak odkazuje na celý sled událostí.

## Kontroverze
Na to, kdo způsobil výbuch na japonské železnici v Mukdenu stále existují různé názory. Silné důkazy svědčí o tom, že jej způsobili mladí důstojníci japonské Kuantungské armády, ale stále se neví, jestli měli přímé rozkazy z Tokia nebo ne. Poválečná vyšetřování potvrdila, že původní bomba nastražená Japonci nevybuchla a musela tak být nastražena bomba náhradní. Následná exploze umožnila japonské Kuantungské armádě dosáhnout svého cíle, kterým bylo vyvolat konflikt s čínskými jednotkami umístěnými v Mandžusku a poté zřídit loutkový stát Mandžukuo. 
Výstavní muzeum „incidentu z 18. září“ (九・一八歷史博物館) v Shenyangu, otevřené Čínskou lidovou republikou 18. září 1991, je toho názoru, že výbušniny byly nastraženy Japonskem. Muzeum Yūshūkan, které se nachází ve svatyni Yasukuni v Tokiu, rovněž klade vinu na členy Kuantungské armády.
Kniha Davida Bergaminiho Japonské imperiální spiknutí (1971) obsahuje podrobnou chronologii událostí v Mandžusku a Tokiu kolem incidentu v Mukdenu. Bergamini zde dochází k závěru, že největším klamem je to, že incident v Mukdenu a následná japonská invaze byly naplánovány nižšími důstojníky bez formálního schválení japonskou vládou. Historik James Weland však říká, že vyšší velitelé mlčky dovolili agentům, aby postupovali z vlastní iniciativy, a poté, co byl zajištěn pozitivní výsledek, tento výsledek podpořili.
V srpnu roku 2006 Yomiuri Shimbun, nejprodávanější japonské noviny, zveřejnily výsledky ročního výzkumného projektu zaměřeného na obecnou otázku, kdo byl zodpovědný za „válku v Tichomoří“. S ohledem na incident v Mandžusku, noviny obvinily ambiciózní japonské militaristy, stejně tak jako politiky, kteří nebyli schopni je ovládnout a zabránit tak jejich neposlušnosti.
Debata se také zaměřila na to, jak s incidentem naložila Liga národů a následná Lyttonova zpráva. A. J. P. Taylor napsal, že „tváří v tvář své první vážné výzvě“ se Liga podlomila a kapitulovala. Washingtonská konference (1921) zaručila jistý stupeň japonské hegemonie ve východní Asii. Jakýkoli zásah ze strany Ameriky by byl tedy porušením již zmíněné dohody. Ačkoli byla Británie v té době velmocí ve východní Asii, nebyla schopna rozhodující akce. Jedinou odpovědí těchto mocností bylo „morální odsouzení“.

## Historiografie
V roce 2017 Komunistická strana Číny oficiálně uznala incident v Mukdenu jako začátek své „Války odporu“ proti Japonskému impériu na rozdíl od incidentu na mostě Marca Pola z roku 1937. Historička Emily Matson uvedla, že tento posun v oficiální časové ose je součástí domácího „legitimizujícího vyprávění“, jehož cílem je zvýšit prestiž ČKS a zdiskreditovat tehdejší „politiku odporu“ nacionalistické vlády.

## Připomínka
Každý rok 18. září v 10:00 se v několika velkých městech po celé Číně na několik minut rozezní náletové sirény. Daná města se nacházejí v provinciích Heilongjiang, Jilin, Liaoning, Hainan a další.